# 15425 Welzl
15425 Welzl (1998 SV26) là một tiểu hành tinh vành đai chính được phát hiện ngày 24 tháng 9 năm 1998 bởi P. Pravec ở Ondrejov.